# The Hits/The B-Sides (альбом Прінса)
The Hits/The B-Sides — колекційна коробка американського співака та композитора Прінса, випущена 10 вересня 1993 року на лейблі Warner Bros. Records та Paisley Park Records. Альбом складається з хітів та поділений на три частини.
В США альбом зайняв 19 сходинку в Billboard 200, пробувши надалі в чартах 18 тижнів. Після смерті Прінса було продано 40 тис. копій альбому, а сам він зайняв 6 сходинку в Billboard 200. Впродовж наступного тижня було продано ще 106 тис. копій альбом, а сам він зайняв вже 4 сходинку в Billboard 200. Альбом став платиновим 14 вересня 1993 року.
Станом на квітень 2016 року було продано загалом більше 3 мільйонів копій альбому.

## Список композицій
| #     | Назва                                                                                 | Автор                                 | Альбом                           | Тривалість |
| ----- | ------------------------------------------------------------------------------------- | ------------------------------------- | -------------------------------- | ---------- |
| 1.    | «When Doves Cry» (сингл)                                                              | Прінс                                 | Purple Rain (1984)               | 3:48       |
| 2.    | «Pop Life» (Прінс та The Revolution)                                                  | Прінс                                 | Around the World in a Day (1985) | 3:42       |
| 3.    | «Soft and Wet»                                                                        | Прінс Кріс Мун                        | For You (1978)                   | 3:03       |
| 4.    | «I Feel for You»                                                                      | Прінс                                 | Prince (1979)                    | 3:25       |
| 5.    | «Why You Wanna Treat Me So Bad?»                                                      | Прінс                                 | Prince                           | 3:48       |
| 6.    | «When You Were Mine»                                                                  | Прінс                                 | Dirty Mind (1980)                | 3:43       |
| 7.    | «Uptown» (сингл)                                                                      | Прінс                                 | Dirty Mind                       | 4:09       |
| 8.    | «Let's Go Crazy» (Прінс та The Revolution)                                            | Прінс                                 | Purple Rain                      | 4:39       |
| 9.    | «1999» (сингл; Прінс та The Revolution)                                               | Прінс                                 | 1999 (1982)                      | 3:37       |
| 10.   | «I Could Never Take the Place of Your Man» (сингл)                                    | Прінс                                 | Sign o' the Times (1987)         | 3:40       |
| 11.   | «Nothing Compares 2 U» (наживо; Прінс та The New Power Generation разом з Розі Гейнс) | Прінс                                 | До цього не було релізу          | 4:58       |
| 12.   | «Adore» (змінена версія)                                                              | Прінс                                 | Sign o' the Times                | 4:41       |
| 13.   | «Pink Cashmere»                                                                       | Прінс                                 | До цього не було релізу          | 6:15       |
| 14.   | «Alphabet St.»                                                                        | Прінс                                 | Lovesexy (1988)                  | 5:39       |
| 15.   | «Sign o' the Times» (сингл)                                                           | Прінс                                 | Sign o' the Times                | 3:43       |
| 16.   | «Thieves in the Temple»                                                               | Прінс                                 | Graffiti Bridge (1990)           | 3:20       |
| 17.   | «Diamonds and Pearls» (сингл; Прінс та The New Power Generation)                      | Прінс                                 | Diamonds and Pearls (1991)       | 4:20       |
| 18.   | «7» (Прінс та The New Power Generation)                                               | Прінс Джиммі Маккреклін Лоуелл Фулсон | Love Symbol Album (1992)         | 5:09       |
| 72:10 |                                                                                       |                                       |                                  |            |

| #     | Назва                                              | Автор                                | Альбом                    | Тривалість |
| ----- | -------------------------------------------------- | ------------------------------------ | ------------------------- | ---------- |
| 1.    | «Controversy» (сингл)                              | Прінс                                | Controversy (1981)        | 3:35       |
| 2.    | «Dirty Mind» (сингл)                               | Прінс Доктор Фінк                    | Dirty Mind                | 3:49       |
| 3.    | «I Wanna Be Your Lover» (сингл)                    | Прінс                                | Prince                    | 2:58       |
| 4.    | «Head»                                             | Прінс                                | Dirty Mind                | 4:43       |
| 5.    | «Do Me, Baby» (сингл)                              | Прінс                                | Controversy               | 3:57       |
| 6.    | «Delirious» (сингл; Прінс та The Revolution)       | Прінс                                | 1999                      | 2:39       |
| 7.    | «Little Red Corvette» (Прінс та The Revolution)    | Прінс                                | 1999                      | 4:56       |
| 8.    | «I Would Die 4 U» (сингл; Прінс та The Revolution) | Прінс                                | Purple Rain               | 2:56       |
| 9.    | «Raspberry Beret» (Прінс та The Revolution)        | Прінс                                | Around the World in a Day | 3:32       |
| 10.   | «If I Was Your Girlfriend» (сингл)                 | Прінс                                | Sign o' the Times         | 3:46       |
| 11.   | «Kiss» (сингл; Прінс та The Revolution)            | Прінс                                | Parade (1986)             | 3:46       |
| 12.   | «Peach»                                            | Прінс                                | До цього не було релізу   | 3:48       |
| 13.   | «U Got the Look» (разом з Шіною Істон)             | Прінс                                | Sign o' the Times         | 3:47       |
| 14.   | «Sexy M.F.» (Прінс та The New Power Generation)    | Прінс Тоні Маслі Леві Сісер молодший | Love Symbol Album         | 5:26       |
| 15.   | «Gett Off» (Прінс та The New Power Generation)     | Прінс                                | Diamonds and Pearls       | 4:30       |
| 16.   | «Cream» (Прінс та The New Power Generation)        | Прінс                                | Diamonds and Pearls       | 4:13       |
| 17.   | «Pope» (разом з Майте Гарсія)                      | Прінс                                | До цього не було релізу   | 3:28       |
| 18.   | «Purple Rain» (Прінс та The Revolution)            | Прінс                                | Purple Rain               | 8:40       |
| 69:49 |                                                    |                                      |                           |            |

| #     | Назва                                                | Автор                                                          | Перша сторона                        | Тривалість |
| ----- | ---------------------------------------------------- | -------------------------------------------------------------- | ------------------------------------ | ---------- |
| 1.    | «Hello» (Прінс та The Revolution)                    | Прінс                                                          | "Pop Life" (1985)                    | 3:24       |
| 2.    | «200 Balloons»                                       | Прінс                                                          | "Batdance" (1989)                    | 5:06       |
| 3.    | «Escape»                                             | Прінс                                                          | "Glam Slam" (1988)                   | 3:30       |
| 4.    | «Gotta Stop (Messin' About)»                         | Прінс                                                          | сингл                                | 2:55       |
| 5.    | «Horny Toad»                                         | Прінс                                                          | "Delirious" (1983)                   | 2:12       |
| 6.    | «Feel U Up»                                          | Прінс                                                          | "Partyman" (1989)                    | 3:44       |
| 7.    | «Girl» (Прінс та The Revolution)                     | Прінс Боббі З. Метт Фінк Ліза Коулман Марк Браун Венді Мелвойн | "America" (1985)                     | 3:48       |
| 8.    | «I Love U in Me»                                     | Прінс                                                          | "The Arms of Orion" (1989)           | 4:13       |
| 9.    | «Erotic City» (Прінс та The Revolution)              | Прінс                                                          | "Let's Go Crazy" (1984)              | 3:55       |
| 10.   | «Shockadelica»                                       | Прінс                                                          | "If I Was Your Girlfriend" (1987)    | 3:31       |
| 11.   | «Irresistible Bitch»                                 | Прінс                                                          | "Let's Pretend We're Married" (1983) | 4:12       |
| 12.   | «Scarlet Pussy» (Камілла)                            | Прінс                                                          | "I Wish U Heaven" (1988)             | 4:18       |
| 13.   | «La, La, La, He, He, Hee»                            | Прінс Шіна Істон                                               | "Sign o' the Times" (1987)           | 3:22       |
| 14.   | «She's Always in My Hair» (Прінс та The Revolution)  | Прінс Боббі З. Фінк Коулман Браун Марк Мелвойн                 | "Raspberry Beret" (1985)             | 3:27       |
| 15.   | «17 Days» (Прінс та The Revolution)                  | Прінс Фінк Коулман Мелвойн                                     | "When Doves Cry" (1984)              | 3:55       |
| 16.   | «How Come U Don't Call Me Anymore?»                  | Прінс                                                          | "1999" (1982)                        | 3:51       |
| 17.   | «Another Lonely Christmas» (Прінс та The Revolution) | Прінс Боббі З. Фінк Коулман Браун Марк Мелвойн                 | "I Would Die 4 U" (1984)             | 4:52       |
| 18.   | «God» (Прінс та The Revolution)                      | Прінс                                                          | "Purple Rain" (1984)                 | 4:03       |
| 19.   | «4 the Tears in Your Eyes» (наживо)                  | Прінс                                                          | До цього не було релізу              | 3:24       |
| 20.   | «Power Fantastic»                                    | Прінс                                                          | До цього не було релізу              | 4:45       |
| 69:05 |                                                      |                                                                |                                      |            |